# Старогард-Гданський (гміна)
Гміна Старогард-Гданський (пол. Gmina Starogard Gdański) — сільська гміна у північній Польщі. Належить до Старогардського повіту Поморського воєводства.
Станом на 31 грудня 2011 у гміні проживало 15007 осіб.

## Територія
Згідно з даними за 2007 рік площа гміни становила 196.16 км², у тому числі:
- орні землі: 61.00%
- ліси: 28.00%

Таким чином, площа гміни становить 14.58% площі повіту.

## Населення
Станом на 31 грудня 2011:
| Опис     | Загалом | Загалом | Чоловіки | Чоловіки | Жінки | Жінки |
| -------- | ------- | ------- | -------- | -------- | ----- | ----- |
| одиниця  | осіб    | %       | осіб     | %        | осіб  | %     |
| все      | 15007   | 100     | 7562     | 50.39    | 7445  | 49.61 |
| міське   | 0       | 100     | 0        |          | 0     |       |
| сільське | 15007   | 100     | 7562     | 50.39    | 7445  | 49.61 |

## Сусідні гміни
Гміна Старогард-Гданський межує з такими гмінами: Бобово, Зблево, Любіхово, Пельплін, Скаршеви, Старогард-Гданський, Субкови, Тчев.